# 8 cm Granatwerfer 34
8 cm Granatenwerfer 34 – niemiecki moździerz kalibru 8 cm, używany podczas II wojny światowej.
Początkowo był klasyfikowany jako „ciężki” i przydzielany do kompanii ciężkich w każdym batalionie. Od roku 1944 był on zastępowany moździerzem 120 mm. Istniała także wersja skrócona tej broni: 8 cm Kurzer Granatenwerfer 42. Poprzez skrócenie lufy zasięg tej broni spadł o ponad połowę, lecz dzięki temu, jak i zastosowaniu mniejszej podstawy, jego masa zmniejszyła się o 50%.